# 橘倚平
橘 倚平（たちばな の よりひら、生年不詳 - 980年）は、平安時代の貴族。官位は従五位下・日向守。

## 略歴
飛騨守・橘是輔の子 。
天延2年（975年）8月10日、日向守に任ぜられる。天延3年（976年）頃、勧学会の学舎を建立するために乞うた慶滋保胤からの書状に対する倚平の返事が残っている。倚平は建設計画を大いに喜び、賛成を示している 。